# 北九州高速道路
北九州高速道路（きたきゅうしゅうこうそくどうろ、Kitakyusyu Expressway）は、北九州市域に路線網を有する有料の自動車専用道路。福岡北九州高速道路公社が建設・管理を行う指定都市高速道路である。総延長は約52.2 km。
一般には略して北九州高速、北九州都市高速、都市高速、都市高と呼ばれる。また、英語では、URBAN EXPWYと表記されることがある。北九州都市高速道路として地域高規格道路の計画路線に指定されている。
北九州高速の各路線は、道路法上は北九州市道である。

## 路線

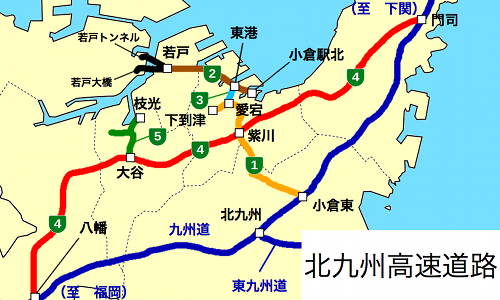
北九州高速道路と周辺高速道路のルート図。

北九州都市高速には、以下の路線がある。
- 北九州高速1号線（長野出入口 - 下到津出入口、9.4 km）接続路線:九州自動車道
- 北九州高速2号線（小倉駅北出入口 - 若戸出入口、4.3 km）接続路線:若戸大橋および若戸トンネル（新若戸道路）
- 北九州高速3号線（愛宕JCT - 東港JCT、0.9 km）
- 北九州高速4号線（春日出入口 - 金剛出入口、31.8 km）接続路線:関門橋（関門自動車道）および九州自動車道
- 北九州高速5号線（牧山出入口 - 大谷JCT、5.1 km）接続路線：黒崎バイパス（国道3号）（若戸JCT - 牧山出入口間（1.7 km）事業中）

※なお若松区のみ、いずれの路線も通っていない。

## 料金
以下は2019年10月1日現在。

### 現金車（一般）
- 普通車 : 520円
- 大型車 : 1050円

北九州都市高速は全線均一料金である。2008年11月1日より全ての料金所においてETCによる無線通行が可能になった。

### ETC車
- 平日昼間（7:00-22:00）
  - 普通車：520円
  - 大型車：1050円

- 土曜昼間（7:00-22:00）
  - 普通車：510円
  - 大型車：1000円

- 平日･土曜夜間（22:00-7:00）
  - 普通車：500円
  - 大型車：950円

- 日曜/祝日
  - 普通車：480円
  - 大型車：950円

また、ETCを利用して戸畑出入口 - 牧山出入口相互間を60分以内に乗り継いだ場合は、新たな料金徴収は無い。
なお、2010年以降、利用者増加を目指し、原則ランプ1区間のみ利用した場合の利用料金を大幅に引き下げる社会実験を断続的に行っている。ただしETC利用車限定。

### 料金認可
- 認可対象延長距離 52.2km
- 認可年月日 2008年10月24日
- 換算起算日 1993年7月14日
- 償還終了日 2043年7月12日
- 償還期間 1980年10月（最初の供用日）から62年8ヶ月〔換算起算日から50年〕[3]